# Fañanás
Fañanás es una localidad española del municipio de Alcalá del Obispo, perteneciente a la provincia de Huesca, en la comunidad autónoma de Aragón.

## Geografía
Situada a la derecha del río Guatizalema, la localidad dista quince kilómetros de Huesca y se accede a ella por la carretera A-1219.

## Historia
El día 5 de abril de 1097, el rey Pedro I de Aragón dio a la catedral de Huesca el castillo y villa de Fañanás.
Hacia mediados del siglo XIX, el lugar, por entonces con ayuntamiento propio, tenía contabilizada una población de 250 habitantes. Aparece descrito en el octavo volumen del Diccionario geográfico-estadístico-histórico de España y sus posesiones de Ultramar de Pascual Madoz con las siguientes palabras:

FAÑANAS: l. con ayunt. de la prov., adm. de rent., part. jud. y dióc. de Huesca, aud. terr. y c. g. de Zaragoza. Está sit. en un llano, sobre una cantera de piedra arenisca, á la márg. der. del r. Guatizalema, en posicion ventilada y batida por todos los vientos. Su clima es sano, no obstante que se padecen calenturas intermitentes y remitentes, de un carácter benigno, ocasionadas acaso por los miasmas que exhalan algunos estercoleros que hay en la pobl. y sus inmediaciones. Forman cuerpo de pobl. 52 casas, en lo general de 2 pisos y algunas de 3, y la mayor parte de mala construccion; hay una escuela de primeras letras á la que concurren 22 niños, y el maestro está dotado en 560 rs. La igl. parr. (Ntra. Sra. del Pilar), está servida por un cura, cuya vacante se provee en concurso por el diocesano. Está medianamente surtida de las alhajas y ornamentos del culto, y su edificio es lo mas notable que existe en el pueblo; la casa denominada del Lugar, es en la que el ayunt. celebra sus reuniones, sirviendo tambien de cárcel: el cementerio está situado á un estremo de la pobl. en parage bien ventilado. Confina el term. por N. con Sietamo y Belillas (1/2 hora); por S. Argavieso (1/4); E. con Torres de Montes (3/4), y O. con Alcalá del Obispo (medio cuarto): le baña el r. Guatizalema que marcha en direccion de N. á S., de curso perenne, y que lleva por lo regular como 2 muelas de agua, escepto en el verano que queda reducido á la mitad. Sobre él hay un puente de maderos, que da paso á los pueblos de la izq., Torres, Belillas y otros. Sus aguas dan impulso á las ruedas de un molino harinero. Tambien existe una fuente llamada de Cordoma, muy acreditada en el pais por los buenos efectos de las aguas en las afecciones de estómago: en el mismo se encuentra una ermita (Ntra. Sra. de Bureta), notable por lo ventajoso de su posicion y por su escelente iglesia; corren algunas acequias, que proporcionan agua en abundancia para el uso de los vec., sirviendo al mismo tiempo para el riego: las balsas que hay en el monte se utilizan para abrevadero de los ganados, y cuando en estas falta, se acude al r. Guatizalema. Hay sin cultivar 300 cahizadas, y otras 300 dedicadas al cultivo de primera, segunda y tercera calidad, en cantidad igual. El terreno, parte monte y parte huerta, se halla dividido por varias colinas; las mas notables son las llamadas el Anadon, la Solana, el Tozal de la Oliva y el Tozal Mayor, que todas estan en direccion de N. á S.; es en general bueno y bien cultivado en la huerta, y en el secano flojo, pedregoso y arenisco. Se encuentran bastantes árboles, como encinas, coscojo, álamos, olmos y sauces, y algunos, aunque pocos frutales, á escepcion de los almendros y nogales, diseminados en distintas porciones. prod.: vino, trigo, cebada, carbon, maiz, alubias, patatas, lino y cáñamo, son las principales, y varias hortalizas y legumbres, el sobrante de vino y trigo se esporta para el bajo Aragon el primero, y para Cataluña el segundo. ind.: hay un telar de telas ordinarias para el uso de las gentes del pais, y un carretero y cubero; se cria ganado lanar, poco cabrio, vacuno, dedicado á la labranza, y algunas yeguas de cria; caza de conejos, liebres y perdices, y poca pesca en el espresado r. pobl.: 15 vec. de catastro, 250 alm. contr. 4,182 rs. 27 mrs.
(Madoz, 1847, p. 19)

El municipio de Fañanás desapareció en 1971 y el término se incorporó al de Alcalá del Obispo.

## Demografía
En 2023, la entidad singular de población tenía empadronados 153 habitantes y el núcleo de población, 145.
| Gráfica de evolución demográfica de Fañanás entre 1842 y 1970 |
| |
| Población de derecho según los censos de población del INE Población de hecho según los censos de población del INEEntre el censo de 1857 y el anterior, crece el término del municipio porque incorpora a 225181 (Ola) Entre el censo de 1981 y el anterior, este municipio desaparece porque se integra en el municipio 22015 (Alcalá del Obispo) |

## Monumentos
- Iglesia parroquial dedicada a San Juan Bautista
- Ermita de Nuestra Señora de Bureta